# (9530) Kelleymichael
(9530) Kelleymichael es un asteroide perteneciente al cinturón de asteroides, región del sistema solar que se encuentra entre las órbitas de Marte y Júpiter.
Fue descubierto el 2 de marzo de 1981 por Schelte John Bus  desde el Observatorio de Siding Spring, Nueva Gales del Sur, Australia.

## Designación y nombre
Designado provisionalmente como 1981 EO26, fue nombrado por Michael Sean Peterson Kelley (nacido en 1978) quien es un científico investigador asistente en la Universidad de Maryland. Ha contribuido a mejorar la comprensión del tamaño, la estructura y la mineralogía del polvo cometario mediante mediciones telescópicas y modelos dinámicos.

## Características orbitales
Kelleymichael está situado a una distancia media del Sol de 2,881 ua, pudiendo alejarse hasta 3,015 ua y acercarse hasta 2,748 ua. Su excentricidad es 0,046 y la inclinación orbital 0,892 grados. Emplea 1786,48 días en completar una órbita alrededor del Sol.
Pertenece a la familia de asteroides de (158) Koronis.

## Características físicas
La magnitud absoluta de Kelleymichael es 14,28. 